# Nadezhda Misyakova
Nadezhda Misyakova  (en ruso: Надежда Мисякова, en bielorruso: Надзея Місякова) es una joven cantante de Bielorrusia que nació en Minsk el 1 de junio  del año 2000.
En el año 2013, Misyakova participó en la selección nacional de Bielorrusia donde se escogió al representante del país en el Festival de la Canción de Eurovisión Junior 2013 con la canción "Delovaya". Sin embargo, no lo consiguió, al vencer Ilya Volkov con la canción "Poy so mnoy".
En el año 2014 fue seleccionada para representar a Bielorrusia en el Festival de la Canción de Eurovisión Junior 2014 con su canción "Sokol". Aunque inicialmente empató en el primer lugar junto a otros dos artistas, el voto del jurado la convirtió en la ganadora.

## Discografía

### Singles
| Año  | Título               | Traducción al español |
| ---- | -------------------- | --------------------- |
| 2013 | "Delovaya" (Деловая) | Mujer de negocios     |
| 2014 | "Sokal" (Сокал)      | Halcón                |

mama